# Gunnebo Industrier
För andra betydelser, se Gunnebo (olika betydelser).
Gunnebo Industrier AB är ett industriföretag som varit noterat på Stockholmsbörsen. Idag ägs bolaget av riskkapitalbolaget Segulah.
Gunnebo Industrier AB är en avknoppning från Gunnebo AB. Företaget tillverkar lyftkomponenter, fästsystem, block, slirskydd, telskopiska stegar med mera. Koncernen är verksam i 12 länder och omsatte år 2007 ca 2,1 miljarder kronor. Gunnebo Industrier är det som var det ursprungliga Gunnebo AB innan Hidef AB köpte upp verksamheten och övertog dess namn. 

## Bakgrund
Gunnebo Industrier har anor från 1760-talet inom den svenska brukshistorien. Det började med en knipphammarsmejda som rådmannen Hans Hultman i Västervik startade i Gunnebo i Gladhammars socken i nuvarande Västerviks kommun i nordöstra Småland 1764. Dess ursprungliga produkt var spik ("eke- och fuhru Spik, Band och Bult Järn til Skiepps-Byggnad samt annat småsmide"), en produkt som fortfarande tillverkas inom företaget. Företaget fick namnet Stora Gunnebo Manufakturverk. Mot slutet av 1700-talet utvidgades manufakturverket under sonen Lars ledning. 
Gunnebo Bruk såldes 1844 tillsammans med tre gårdar av Lars Hultmans son Lars Hultman d y för 25 000 rdr. Därefter drevs verksamheten under tysk ledning och fabrikationsmässig tillverkning av skruv, den första i landet, blev nu en viktig del av produktionen. 
År 1860 blev Gunnebo Bruk aktiebolag och utvidgas med ett valsverk. Under slutet av 1800-talet hade många svenska bruk svårt att klara de krav som vid denna tid ställdes på modern tillverkningsteknik. Gunnebo Bruk lyckades emellertid anpassa sig väl och hade vid mitten av 1870-talet utvecklats till en av Kalmar läns största industrier. 1889 gjordes en rekonstruktion av hela företaget och Gunnebo Bruks Nya aktiebolag bildades och introduceras 1903 på Stockholms Fondbörs. 1939 åtetog man namnet Gunnebo Bruks AB.
1918 tillkom Varbergsverket i Varberg. Strax efter andra världskriget tillverkades vid Gunnebobruk: järntråd, spiralsängbottnar, trådstängsel, stängseltråd, kätting och kättingmanufaktur, snökedjor, klippspik, trådspik, nit, krampor samt formstycken av järn- och ståltråd. Och vid Varbergsverket: järn- och ståltråd, stållinor och trådspik även av rostfritt material.
Den 14 juni 2005 noterades Gunnebo Industrier AB åter på Stockholmsbörsens O-lista som ett eget bolag.
I juli 2008 lade riskkapitalbolaget Segulah, med bland andra finansmannen Gabriel Urwitz i ägarskaran, ett kontantbud  på Gunnebo Industrier.